# Tigist Gashaw
Tigist Gashaw (ur. 25 grudnia 1996) – etiopska lekkoatletka specjalizująca się w biegach średnich. Od października 2014 reprezentuje Bahrajn.
W 2013 sięgnęła po złoto mistrzostw świata juniorów młodszych w Doniecku oraz srebro mistrzostw Afryki juniorów w biegu na 1500 metrów.
Jako reprezentantka Bahrajnu, zdobyła srebrny medal halowych mistrzostw Azji w Doha (2016).
Rekordy życiowe: bieg na 1500 metrów – 4:05,47 (20 czerwca 2019, Ostrawa).

## Osiągnięcia
| Rok  | Impreza                                 | Miejsce        | Konkurencja             | Lokata      | Wynik    |
| ---- | --------------------------------------- | -------------- | ----------------------- | ----------- | -------- |
| 2013 | Mistrzostwa świata juniorów młodszych   | Donieck        | bieg na 1500 metrów     | 1. miejsce  | 4:14,25  |
| 2013 | Mistrzostwa Afryki juniorów             | Bambous        | bieg na 1500 metrów     | 2. miejsce  | 4:12,38  |
| 2016 | Mistrzostwa Azji w biegach przełajowych | Manama         | bieg seniorek           | 6. miejsce  | 30:18    |
| 2016 | Halowe mistrzostwa Azji                 | Doha           | bieg na 1500 metrów     | 2. miejsce  | 4:22,17  |
| 2016 | Igrzyska olimpijskie                    | Rio de Janeiro | bieg na 1500 metrów     | eliminacje  | 4:10,96  |
| 2017 | Igrzyska solidarności islamskiej        | Baku           | bieg na 1500 metrów     | 4. miejsce  | 4:21,31  |
| 2018 | Igrzyska azjatyckie                     | Dżakarta       | bieg na 1500 metrów     | 2. miejsce  | 4:09,12  |
| 2019 | Mistrzostwa panarabskie                 | Kair           | bieg na 1500 metrów     | 4. miejsce  | 4:32,03  |
| 2019 | Mistrzostwa panarabskie                 | Kair           | sztafeta 4 × 400 metrów | 1. miejsce  | 3:48,60  |
| 2019 | Mistrzostwa Azji                        | Doha           | bieg na 1500 metrów     | 2. miejsce  | 4:14,81  |
| 2019 | Mistrzostwa świata                      | Doha           | bieg na 5000 metrów     | eliminacje  | DNF      |
| 2019 | Światowe wojskowe igrzyska sportowe     | Wuhan          | bieg na 1500 metrów     | 7. miejsce  | 4:31,15  |
| 2019 | Światowe wojskowe igrzyska sportowe     | Wuhan          | bieg na 5000 metrów     | 4. miejsce  | 15:31,56 |
| 2024 | Igrzyska olimpijskie                    | Paryż          | maraton                 | 34. miejsce | 2:30:53  |